# 奧龍賽島 (蘇納特灣)

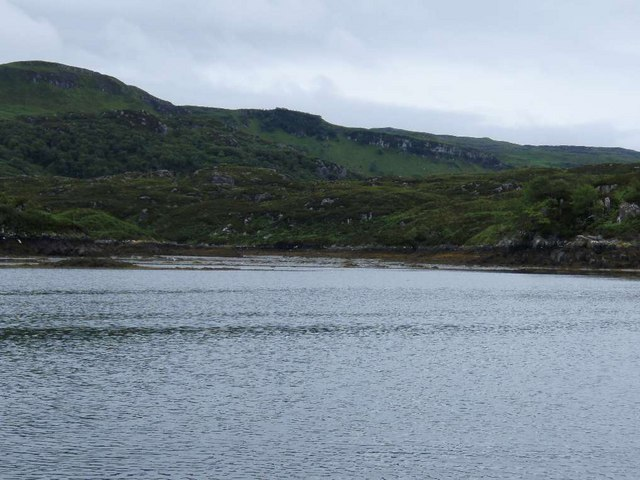

奧龍賽島是蘇格蘭的島嶼，位於大西洋海域，屬於內赫布里底群島的一部分，面積2.4平方公里，最高點海拔高度58米，島上無人居住。
56°39′43″N 5°55′48″W / 56.66194°N 5.93000°W